# Детская клиническая больница № 5 имени Н. Ф. Филатова
Де́тская городска́я клини́ческая больни́ца № 5 и́мени Н. Ф. Фила́това — детская больница в Санкт-Петербурге, многопрофильный стационар на 650 коек, оснащённый современным оборудованием. Более 900 сотрудников. Первая в России детская больница.

## История
Проект учреждения больницы для малолетних детей из неимущих слоёв, подверженных инфекционным и детским болезням, был разработан в конце 1833 года.
Авторами проекта стали врачи Н. Ф. Арендт, К. И. Фридебург и сенатор А. И. Апраксин. Первая в России педиатрическая больница со временем получила название «Императорская Николаевская детская больница». Однако, не сразу: название «Николаевская» она получила в 1859 году, а статус «Императорская» — в 1912 году.
6 декабря 1834 (18 декабря 1834) года по инициативе лейб-медика Арендта под патронатом императора Николая I больница была открыта в доме Оливье недалеко от Аларчина моста, во дворе была устроена часовня для панихид.
Эта детская больница обладала вместимостью 60 коек и стала первой в России и второй в Европе (после парижской). Затем ещё сорок кроватей выделили для инфекционного отделения.
Первым директором и главным доктором лечебницы стал герой войны 1812 года, лекарь лейб-гвардии Кексгольмского полка К. И. Фридебург.
Н. Ф. Арендт принял должность консультанта, а его помощником стал доктор Максимилиан Гейне.
К несчастью, ко дню организации больницы К. И. Фридебург уже тяжело болел. Он скончался ровно через год — в декабре 1835 года. По этой причине, со дня открытия больницы, сначала в качестве заместителя директора, а после смерти Карла Ивановича уже его преемником в должности главного доктора, более четверти века больницей руководил доктор медицины, лейб-медик Двора Его Императорского Величества, член-корреспондент Императорской Санкт-Петербургской Академии Наук Фёдор Иванович фон Вейссе.
В 1842 году больница переехала в реконструированное помещение на Большой Подьяческой улице, и больница стала получать государственные дотации. С 1859 года, больница стала именоваться «Николаевской детской больницей». В конце XIX века стационар состоял из 4 отделений.
В 1917 году по инициативе главного врача Николаевской детской больницы, доктора медицины, почётного лейб-педиатра Двора Его Императорского Величества Н. К. Вяжлинского было открыто новое здание больницы на Аптекарском острове. После революции больница получила статус государственного лечебного учреждения. В 1918 году ей было присвоено имя выдающегося русского педиатра Нила Фёдоровича Филатова.
В 1923 году главным врачом больницы был назначен профессор Н. И. Красногорский, который тогда же возглавил кафедру Первого медицинского института. Благодаря этому была заложена традиция тесного сотрудничества науки и практики. Во время Великой Отечественной войны, несмотря на голод и постоянные обстрелы, больница продолжала работать, спасая детей блокадного Ленинграда. В послевоенные года больница постоянно развивалась.
Детская клиническая больница № 5 им. Н. Ф. Филатова была образована в октябре 1996 года при слиянии двух больниц: № 21 с набережной реки Волковки и детской инфекционной больницы № 18 им. Н. Ф. Филатова. Её главным врачом стал В. А. Богуславский. 
В 2000 году в этой должности его сменил А. Я. Голышев.
C 2013 года главным врачом является Л.Н. Исанкина.
С самого открытия основным направлением развития стационара была скорая помощь пациентам с инфекционной и хирургической патологией, травмами опорно - двигательного аппарата и центральной нервной системы , а также сочетанной  травмой. За годы своего существования больница накопила самый большой опыт среди других детских стационаров г. Санкт-Петербурга в лечении пострадавших с сочетанной травмой. 
В то же время активно развивались такие направления как челюстно-лицевая хирургия, нейрохирургия, эндовидеохирургия. 
Во время пандемии новой коронавирусной инфекции стационар был единственным в г. Санкт-Петербурге, который занимался лечением детей с новой коронавирусной инфекцией.
Сегодня в больнице работают более 200 врачей и 370 медсестёр. Ежегодно в больнице проходят лечение более 85 тысяч детей.
В стационаре функционируют единственные в г. Санкт-Петербурге отделения гипербарической оксигенации и подростковой гинекологии.

## Отделения

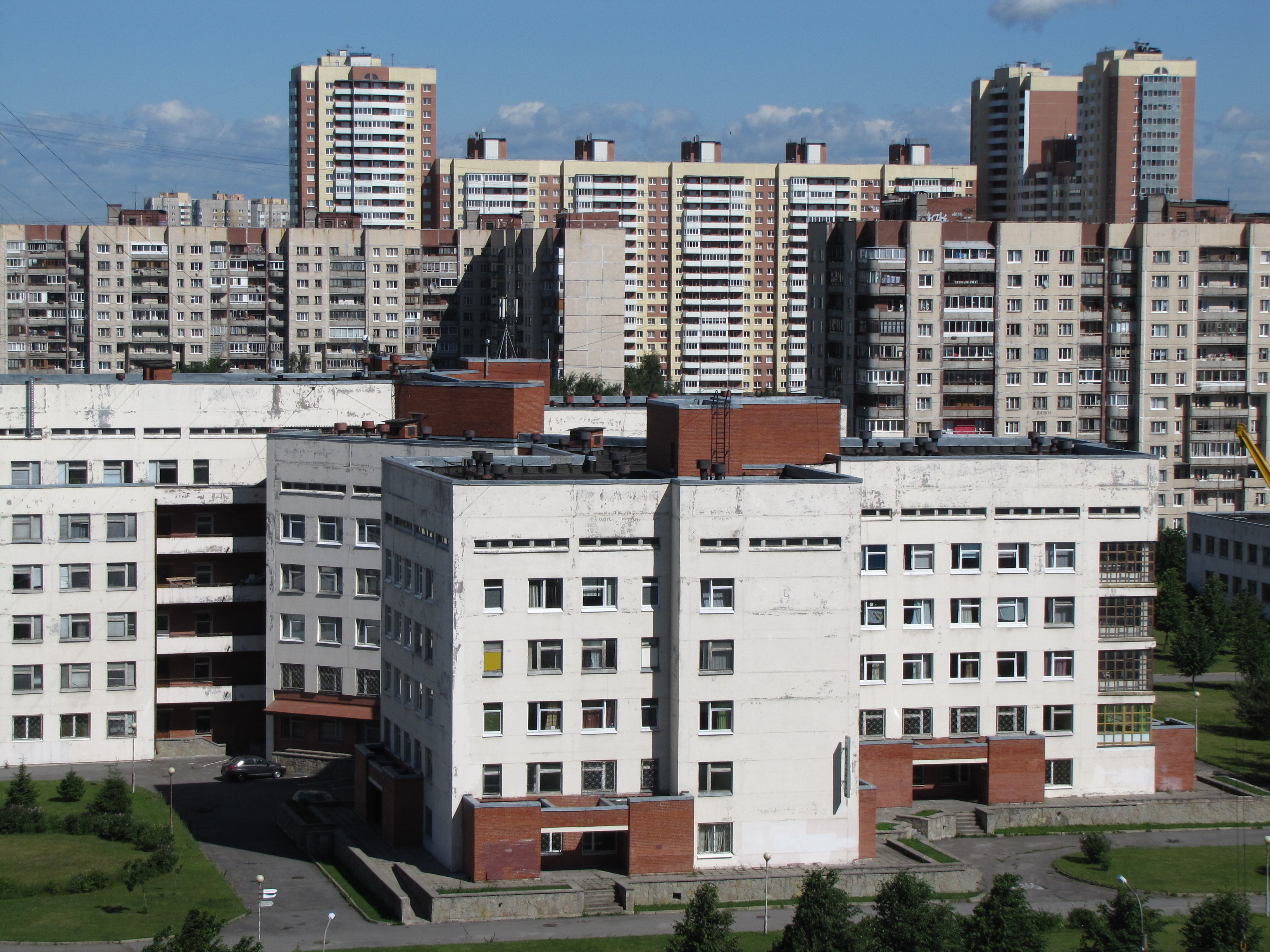
Детская больница № 5 им. Н. Ф. Филатова

### Инфекционные[11]
- Отделение анестезиологии и реанимации №1
- 1 инфекционно - хирургическое отделение
- 7 инфекционное отделение
- 8 инфекционное отделение
- 9 инфекционное отделение
- 10 инфекционное отделение
- 11 инфекционное отделение
- 12 инфекционное отделение
- 13 инфекционное отделение
- 14 инфекционное отделение
- Приёмное инфекционное отделение

### Хирургические[12]
- Отделение анестезиологии и реанимации №2
- 2 отоларингологическое отделение
- 15 отоларингологическое отделение
- 16 отделение сочетанной травмы
- 17 хирургическое отделение
- 4 травматолого-ортопедическое отделение
- 18 нейрохирургическое отделение
- 5 гинекологическое отделение
- 19 хирургическое отделение
- Центральное приемное отделение

### Педиатрические[13]
- 3 отделение дневного стационара (педиатрия, гастроэнтерология, неврология)

### Диагностические[14]
- Лаборатория
- Отделение лечебного питания
- Отделение лучевой диагностики (рентген, компьютерная томография, магнитно резонансная томография)
- Стоматологический кабинет
- Физиотерапевтическое отделение
- Отделение функциональной диагностики
- Эндоскопическое отделение
- Клинико-диагностический центр

### Вспомогательные
- Патологоанатомическое отделение
- Отделение гипербарической оксигенации